# Платонизм
Платони́зм — философское учение Платона и его последователей, утверждающее абсолютную реальность идей и бессмертие души. Некоторые[кто?] истолковывают платонизм как утверждение, что универсальные понятия существуют независимо от их конкретных воплощений.
Первыми последователями платонизма были ученики Академии, школы Платона, созданной им в IV веке до н. э. и находившейся недалеко от стен Афин. Школа была основана самим Платоном и просуществовала до 529 н. э., когда была закрыта по приказу императора Юстиниана I.
Платонизм обычно подразделяют на три основных периода: ранний, промежуточный и неоплатонизм. Объединительными чертами, характеризующими философские основы школы на всём протяжении её существования, являются учение о бессмертии бестелесной души, а также противопоставления чувственного и умопостигаемого, становления и бытия, знания и мнения, идей и вещей.

## Сущность учения
Догматику учения характеризует учение о бессмертии бестелесной души, чувственное противопоставляется умопостигаемому. Идеальное (абстрактное) понятие, которым обладает каждый, позволяет отличить идеальное от неидеального. Например, конкретное дерево, лишённое одной или двух веток, неважно живое или мёртвое, на коре которого вырезаны инициалы двух любовников, отличается от абстрактного (идеального) понятия «дерево». Дерево — есть идеал, которым обладаем все мы и который позволяет отличить неидеальные деревья от идеальных.
Этический идеал платонизма — уподобление Богу.
Знаменитая платоновская пещера олицетворяет видимый мир повседневного опыта, где люди как узники пещеры строят свои предположения на основе своих иллюзий. Лишь выйдя во внешний мир, в «сферу бытия», которая состоит из вечных и неизменных форм, они могут обрести ясное представление об истине.

## Периоды

### Ранний
Ранний (или «древний») (IV в. до н. э.), связанный с именами Платона и его ближайшего окружения (Спевсипп, Ксенократ, Гераклид Понтийский).
Ученики Платона (платоники) использовали дневник, как основу в его философском подходе к знаниям. Дневник являлся тем местом, где сохранялись впечатления о темах или мыслях, которые были прочитаны, услышаны или обдуманы, и так они становились доступными для последующего чтения, анализа и переосмысления. Среди различных обсуждаемых тем особенную важность имел вопрос об онтологическом статусе идей.
Начиная с I века до н. э., платоники, используя Аристотеля и пифагореизм, стали решительно бороться со всеми элементами натурализма, сохранившимися ещё у самого Платона и окрепшими в эпоху эллинизма благодаря деятельности стоиков, эпикурейцев и скептиков. Это стало прелюдией к началу следующего периода — промежуточного.

### Промежуточный
Промежуточный (или «средний платонизм», I в. до н. э. — II в. н. э.). Этот период связан с именами Антиоха Аскалонского, Евдора Александрийского, Плутарха Херонейского, Апулея, Алкиноя, Аттика, Нумения.

После периода скептицизма, начинается формирование догматического платонизма.
В I веке до н. э. на путь строгой систематизации платонизма встал Посидоний, преимущественно на основе комментария к платоновскому «Тимею». Основными моментами этого периода принято считать систематизацию платоновского наследия в учебниках, комментирование диалогов Платона и установление различия между учениями Платона и Аристотеля. Итогом этого почти трёхвекового процесса стал Неоплатонизм (III век н. э.).

### Неоплатонизм
В этот период проводилась систематическая разработка чёткой трёхчленной иерархии бытия во главе с Единым и утончённая разработка учения о высших сферах умопостигаемого и Единого. Для последователей неоплатонизма дневники являлись также основой для написания более систематизированных эссе, в которых давались описания, а также средства для борьбы с каким-то отрицательным явлением (как например: гнев, зависть, сплетни) или для преодоления какой бы то ни было сложной ситуации или жизненного кризиса (траур, разочарование, изгнание). Основателем неоплатонизма традиционно считают Плотина.

## Платонизм и пифагореизм
Общим местом для платонизма и пифагореизма является утверждение о существовании абстрактного понятия в основе мироздания. Неизвестно, заимствовал ли Платон идею об идеализме у Пифагора, но известно, что он очень уважительно относился к Пифагору, а также то, что Пифагор, а за ним и его последователи, утверждали, что в основе мира лежат числа, как абстрактное, абсолютное понятие .

## Влияние
Под прямым или косвенным воздействием платонизма находится вся европейская идеалистическая философия нового и новейшего времени.

## В других областях
В области математики платонизм рассматривается как основное направление в философии математики, особенно в том, что связано с математическими основами. Одним из утверждений данной философии является тезис о том, что математика была не создана, а обнаружена. Соответствующее утверждение можно встретить в эссе, которое написал английский математик Харди в защиту чистой (не прикладной) математики.
Отсутствие в этом тезисе чёткого различия между математическим и нематематическим понятием «создания» оставляет место для возможных спекуляций о том, может ли оно также применяться в отношении искусства, музыки и художественной литературы.

## Критика
Платоники были поставлены на шестое место в перечне восьмидесяти христианских ересей «Панарион» (ок. 378 года).